# Ernst Heitsch
Ernst Heitsch (* 17. Juni 1928 in Celle; † 18. September 2019 in Regensburg) war ein deutscher klassischer Philologe. Er übersetzte und interpretierte altgriechische, vor allem philosophische Texte. Heitsch war insbesondere ein Kenner der platonischen Philosophie.

## Leben
Heitschs Vater hatte im Ersten Weltkrieg als Vermessungsgast der Kaiserlichen Marine in Deutsch-Ostafrika gedient und war anschließend in belgischer und französischer Gefangenschaft. Anfang der 1930er Jahre wurde er ans Katasteramt nach Berlin versetzt, wo auch Ernst Heitsch seine Kindheit und Jugend verbrachte. Er besuchte das Humanistische Gymnasium Steglitz und musste 1944 mit seiner gesamten Klasse zunächst in Berlin als Flakhelfer dienen. An die Hauptkampflinie an der Oder verlegt geriet er bald in russische Kriegsgefangenschaft und wurde in Graudenz interniert. 1947 konnte er in Soltau das Abitur nachholen und studierte ab dem Folgejahr Klassische Philologie, Philosophie und Theologie an der Universität Göttingen. Hier wurde er 1955 bei Wolf-Hartmut Friedrich und Kurt Latte mit der Arbeit „Zur lyrischen Sprache des Euripides“ promoviert und arbeitete anschließend als Assistent am Institut für Altertumskunde. 1960 folgte seine Habilitation über Die griechischen Dichterfragmente der römischen Kaiserzeit im Bereich der Papyrologie und Textkritik. Im Anschluss war er außerplanmäßiger Professor an der Universität Göttingen, wo er seine spätere Ehefrau Paula kennenlernte. 1967 folgte er einem Ruf an die Universität Regensburg auf den Lehrstuhl für Klassische Philologie. Rufe an die Universitäten Bern und Würzburg lehnte er ab. Er war zweimal Dekan. 1996 wurde er emeritiert.
Heitsch war korrespondierendes Mitglied des Deutschen Archäologischen Instituts (seit 1998) und Mitherausgeber der Reihe Beiträge zur Klassischen Philologie, später Beiträge zur Altertumskunde. Heitsch war jahrelang Mitglied der Leitungskommission des Lexikon des frühgriechischen Epos und von 1998 bis 2004 deren Vorsitzender. Er war ferner Mitglied der Akademie der Wissenschaften und der Literatur Mainz (1977) sowie der Akademie der Wissenschaften in Göttingen (1999).
Heitsch war fast 60 Jahre lang mit seiner Ehefrau zusammen und hatte drei Kinder. Er segelte gern im griechischen Mittelmeer und wanderte ausgiebig. Er wurde in der See vor Norderney bestattet.

## Werk
Heitschs Forschungsschwerpunkte waren die archaische und klassische Epoche der griechischen Literatur. Darunter verstand er sämtliche überlieferte Werke, beispielsweise auch naturwissenschaftliche, medizinische und juristische Texte – so hat er beispielsweise zu den juristischen Reden von Antiphon von Rhamnus publiziert. Seine Hauptarbeitsgebiete waren die frühgriechische Epik und griechische Philosophie sowie die Beschäftigung mit frühen Ideen und Begriffen wie ἀλήθεια (alḗtheia „Wahrheit“) und ihrer Verwendung bei Dichtern wie Parmenides und Xenophanes. Er legte bei seinen Untersuchungen den Schwerpunkt auf eine korrekte Zusammenstellung aller Befunde und diskutierte dann verschiedene Interpretationsmöglichkeiten anhand von Wahrscheinlichkeiten.
Diese Prinzipien übertrug Heitsch auch auf die von ihm mitbegründete Regensburger Schule, die ab den 1970er Jahren computergestützte Untersuchungen zur frühgriechischen Sprache durchführte und in mehreren Dissertationen veröffentlichte (unter anderem Norbert Blößner). Die Ergebnisse zeigten der Forschung zur mündlichen Entstehung (so genannte Oral-Poetry-Theorie) der Homerischen Epen Ilias und Odyssee bestimmte Grenzen auf, wurden jedoch in der Fachwissenschaft nur wenig rezipiert.
Neben mehreren Publikationen zu Thukydides galt Heitschs Interesse vor allem Platon. Heitsch gab dabei keine prinzipiell neue Darstellung des platonischen Systems, er setzte sich aber intensiv mit den Überlegungen der Tübinger Schule zur so genannten Ungeschriebenen Lehre Platons auseinander und gründete zusammen mit Carl Werner Müller eine Reihe von kommentierten Platonübersetzungen als Teil eines interdisziplinären Projektes der Akademie der Wissenschaften und der Literatur in Mainz. Diese fand auch außerhalb der Fachwissenschaft große Anerkennung:

„Der Regensburger Philologe Ernst Heitsch hat der Platon-Interpretation eine neue Dimension erschlossen. […] Wenn die übrigen 35 Bände, die in den nächsten Jahren erscheinen, annähernd das Niveau des ersten erreichen, wird die deutsche Platon-Forschung am Ausgang unseres Jahrhunderts eine säkulare Leistung vollbracht haben“

Heitsch selbst kommentierte und übersetzte im Rahmen dieses Projektes Platons Phaidros, Apologie des Sokrates, Hippias maior und Ion. Seine im Detail sachkundig veränderten Übersetzungen sollen es, so wird in Rezensionen angemerkt, heutigen Lesern ermöglichen, bei Platon philosophisches Argumentieren zu lernen, indem sie den Argumentationen in den Dialogen Platons kritisch folgen können sollen. Platons philosophische Dialektik sei eine sichere Beweistechnik gewesen – so Heitsch –, die seinem Schüler Aristoteles die Begründung der Logik ermöglicht habe. Im Zusammenhang mit seinen Übersetzungen thematisiert er auch die Fragwürdigkeiten von Textinterpretationen und die Frage, ob und wie weit philologische Darstellungen die Echtheit der antiken Texte garantieren können.
Heitsch veröffentlichte zwischen 2001 und 2003 seine „Gesammelten Schriften“ in drei Bänden, denen nach seinem Tod ein vierter Band folgte, der von seinen akademischen Schülern Norbert Blößner und Peter Roth herausgegeben wurde.

## Publikationen
- Die griechischen Dichterfragmente der römischen Kaiserzeit. Abhandlungen der Akademie der Wissenschaften zu Göttingen. Zwei Bände, 2. Auflage Göttingen 1964.
- Herausgeber: Hesiod (= Wege der Forschung, Band 44). Wissenschaftliche Buchgesellschaft, Darmstadt 1966.
- Parmenides. Die Anfänge der Ontologie, Logik und Naturwissenschaft. München 1974.
- Recht und Argumentation in Antiphons 6. Rede. Philologische Erläuterungen zu einem attischen Strafprozess (= Akademie der Wissenschaften und der Literatur Mainz. Abhandlungen der Geistes- und Sozialwissenschaftlichen Klasse. Jahrgang 1980, Nummer 7). Steiner, Wiesbaden 1980, ISBN 3-515-03423-4.
- Antiphon aus Rhamnus (= Akademie der Wissenschaften und der Literatur Mainz. Abhandlungen der Geistes- und Sozialwissenschaftlichen Klasse. Jahrgang 1984, Nummer 3). Franz Steiner, Wiesbaden 1984, ISBN 3-515-04198-2.
- Wege zu Platon. Beiträge zum Verständnis seines Argumentierens. Göttingen 1992.
- Phaidros (= Platon: Werke. Übersetzung und Kommentar. Band III,4). Göttingen 1993.
- Gesammelte Schriften I. Zum frühgriechischen Epos (= Beiträge zur Altertumskunde, Band 152). K. G. Saur, München/Leipzig 2001.
- Gesammelte Schriften II. Zur griechischen Philosophie (= Beiträge zur Altertumskunde, Band 153). K. G. Saur, München/Leipzig 2001 (2002).
- Gesammelte Schriften III (= Beiträge zur Altertumskunde, Band 154). K. G. Saur, München/Leipzig 2003. (mit vollständigem Schriftenverzeichnis bis 2003)
- Apologie des Sokrates (= Platon: Werke. Übersetzung und Kommentar. Band I,2). 2., durchges. Auflage. Göttingen 2004.
- Platon und die Anfänge seines dialektischen Philosophierens. Göttingen 2004.
- Erzählung und Theologie in der Ilias. Mainz 2008.
- Größerer Hippias (= Platon: Werke. Übersetzung und Kommentar. Band VII,1). Mit einem Beitrag von Franz von Kutschera. Göttingen 2011.
- Gesammelte Schriften IV. Zu Homer, Platon, Thukydides und Paulus. Herausgegeben von Norbert Blößner und Peter Roth (= Beiträge zur Altertumskunde, Band 400). De Gruyter, Berlin/Boston 2022.